# 神臂弓
神臂弓，又称神臂弩、强臂弩，西夏称镫弓箭，原产自西夏，是宋朝和西夏军队的重要制式兵器，宋朝在神臂弓基础上发展出克敌弓、马黄弩等变种。:320

## 历史
神臂弓原产自西夏。宋熙宁元年（1068年）西夏党项人头目李宏（又称李定）献弓于宋神宗，由此宋人掌握了神臂弓的制作工艺，宋神宗认为武器威力过大，下令各地不许私自制造，宋朝开始在军器监大规模制造神臂弓配装军队。至元符元年（1098年）南宋政府曾经下令各地制造1.8万副神臂弓，宋廷不惜减少制造其他弩机也要制造神臂弩。宋军将领吴璘还曾经利用神臂弓发明“叠阵”法，充分发挥弓弩作用。金军将领完颜宗弼也赞叹此弓威力，死前称唯一害怕宋人神臂弓和重斧两样兵器。宋钦宗也曾称神臂弓乃中国长技，南宋韩世忠、宋高宗都曾经亲自参与该类弓的改良。

## 形制和威力
《宋会要》称神臂弓能够穿透两百四十步之外的榆木，《梦溪笔谈》称其能够穿透三百步以外的重扎，《玉海》记载宋神宗亲自检验其能够穿透70步外的铁甲，但初用者很难命中七十步之外的目标。宋军一开始训练射击120步之外的精准度，绍圣四年改练80步，而在实战中一般都是以150步为有效杀伤范围，例如南宋吴璘“叠阵”法就是在敌军士兵在150步以内开始射击。

## 考古发掘
据《收藏快报》报道，宁夏海原县贾埫乡马营村西夏古城曾经出土该机原物。